# 本廷克鎮區 (北達科他州博蒂諾縣)
本廷克鎮區（英語：Bentinck Township）是位於美國北達科他州博蒂諾縣的一個鎮區。

## 地方資料
本廷克鎮區的面積為93.13平方千米，當中陸地面積為92.48平方千米，而水域面積為0.64平方千米。根據2020年美國人口普查的數據，當地共有人口41人，而人口密度為每平方千米0.44人。